# Còssifa d'Isabel
El còssifa d'Isabel (Cossypha isabellae; syn: Oreocossypha isabellae) és una espècie d'ocell paseriforme de la família dels muscicàpids. Es troba als boscos dels altiplans del Camerun,a la regió fronterera entre el Camerun i Nigèria.El seu hàbitat principal són els boscos tropicals i subtropicals de frondoses humits de l'estatge montà. El seu estat de conservació és considerat de risc mínim.
El nom específic d'Isabel fa referència a Isabel Burton, més coneguda com a Lady Burton (1831-1896), viatgera, escriptora i muller de Sir Richard Francis Burton.

## Taxonomia
Segons el Handook of the Birds of the World i la quarta versió de la BirdLife International Checklist of the birds of the world (Desembre 2019), aquest tàxon estaria classificat dins del gènere monotípic Oreocossypha. Tanmateix, altres obres taxonòmiques, com la llista mundial d'ocells del Congrés Ornitològic Internacional (versió 12.1, gener 2021), no reconeixen aquest gènere i consideren l'espècie isaballae (l'única que el compon) dins del gènere Cossypha.